# Bombardier Challenger 300
Die Bombardier Challenger 300 (vom Hersteller auch als Bombardier BD-100-1A10 Challenger 300 bezeichnet) ist ein super-midsize Geschäftsreiseflugzeug für transkontinentale Distanzen der kanadischen Firma Bombardier Aerospace.

## Geschichte
Das Projekt wurde 1998 gestartet und am 13. Juli 1999 auf der Pariser Luftfahrtschau unter dem Namen Bombardier Continental vorgestellt. Nach umfangreichen Studien wurde der Jet im September 2002 in die heutige Bezeichnung umbenannt. Es hatte seinen Erstflug im August 2001. Seine Zulassung durch die kanadische Flugsicherheitsbehörde erfolgte im Mai 2003, worauf die der FAA im Juni 2003, die der JAA im Juli 2003, die der European Joint Aviation Authorities im August 2003 und die erste Auslieferung im Januar 2004 folgten. Bis Mitte 2008 wurden über 230 Flugzeuge des Typs ausgeliefert, wobei alleine 2007 51 Stück die Endmontagelinie in Montreal verließen.
Das Flugzeug ist mit moderner Avionik z. B. dem Rockwell Collins Pro Line 21 Glascockpit mit 4 LCD-Bildschirmen (30 × 25 cm), FADEC und einem TCAS-System ausgerüstet, sowie dem modernen Cabin Management und Inflight Entertainmentsystem nice-System (Networked Integrated Cabin Equipment) von Lufthansa Technik ausgestattet. Sie wird in konventioneller Metallbauweise mit einigen Verbundwerkstoff-Bauteilen gefertigt.
Auf der EBACE 2013 gab der Hersteller bekannt, die Challenger 350 als Weiterentwicklung der Challenger 300 auf den Markt bringen zu wollen. 2022 wurde als Nachfolger des Modells 350 die Challenger 3500 präsentiert. Für diese Weiterentwicklung wurden viele der Merkmale der Bombardier-Global-Familie übernommen.

## Technische Daten
| Kenngröße                       | Challenger 300 (bis Seriennummer 20500)                                                       | Challenger 350 (ab Seriennummer 20501)                    | Challenger 3500                                           |
| ------------------------------- | --------------------------------------------------------------------------------------------- | --------------------------------------------------------- | --------------------------------------------------------- |
| Besatzung                       | 2 Piloten                                                                                     | 2 Piloten                                                 | 2 Piloten                                                 |
| Passagiere                      | typisch: 8–9                                                                                  | 10                                                        | 10                                                        |
| Länge                           | 20,92 m                                                                                       | 20,9 m                                                    | 20,9 m                                                    |
| Spannweite                      | 19,46 m                                                                                       | 21,0 m                                                    | 21,0 m                                                    |
| Höhe                            | 6,2 m                                                                                         | 6,1 m                                                     | 6,1 m                                                     |
| Flügelfläche                    | 48,5 m²                                                                                       | 48,5 m²                                                   |                                                           |
| Flügelstreckung                 | 7,8                                                                                           | 9,1                                                       |                                                           |
| Kabinenlänge                    | 8,72 m                                                                                        | 7,68 m                                                    | 7,68 m                                                    |
| Kabinenhöhe                     | 1,85 m                                                                                        | 1,83 m                                                    | 1,83 m                                                    |
| Kabinenbreite                   | 2,19 m                                                                                        | 2,19 m                                                    | 2,19 m                                                    |
| Leermasse                       | 10.591 kg                                                                                     |                                                           | 11.249 kg                                                 |
| max. Startmasse                 | 17.463 kg (17.622 kg mit Modifikationen)                                                      | 18.416 kg                                                 | 18.416 kg                                                 |
| max. Landemasse                 | 15.309 kg                                                                                     | 15.490 kg                                                 | 15.490 kg                                                 |
| max. Zuladung                   | 1.588 kg                                                                                      |                                                           | 1.542 kg                                                  |
| max. Treibstoffmenge            | 6.418 kg                                                                                      |                                                           | 6.418 kg                                                  |
| Flächenbelastung                | 359,5 kg/m²                                                                                   |                                                           |                                                           |
| Triebwerke                      | 2× Turbofan-Triebwerk Honeywell HTF7000, je 30,4 kN Schub + Hilfstriebwerk Honeywell 36-150BD | 2× Turbofan-Triebwerk Honeywell HTF7350, je 30,4 kN Schub | 2× Turbofan-Triebwerk Honeywell HTF7350, je 33,0 kN Schub |
| Höchstgeschwindigkeit           | Mach 0,82                                                                                     | Mach 0,83                                                 | Mach 0,83                                                 |
| Reisegeschwindigkeit            | typisch: 850 km/h maximal: 870 km/h                                                           | typisch: Mach 0,80 maximal: Mach 0,82                     | typisch: Mach 0,80 maximal: Mach 0,82                     |
| Steigrate                       | 25,4 m/s (ca. 5000 fpm) bei 17.622 kg (38.850 Pfund) maximaler Bruttomasse                    |                                                           |                                                           |
| Dienstgipfelhöhe                | 13.716 m (45.000 ft)                                                                          |                                                           | 13.716 m (45.000 ft)                                      |
| Reichweite (Mach 0,80, 8 Pass.) | 5.741 km                                                                                      | 5.936 km                                                  | 6.297 km                                                  |
| Startstrecke                    | 1.466 m                                                                                       | 1.474 m                                                   | 1.474 m                                                   |
| Landestrecke                    | 792 m                                                                                         | 721 m                                                     | 721 m                                                     |
| Kraftstoffverbrauch             | 920 l/h bei Mach 0,8                                                                          |                                                           |                                                           |
| Preis (Stand 2003)              | 17,4 Millionen $ (ca. 11 Mio. €)                                                              |                                                           |                                                           |

## Vergleichbare Typen
- Cessna Citation X
- Dassault Falcon 2000
- Embraer Praetor 600
- Gulfstream G200/Gulfstream G280
- Raytheon Hawker 4000